# Hundeführerschein
Der Hundeführerschein (auch Hundeführschein) ist ein umgangssprachlicher Ausdruck für den Nachweis über die erforderliche Sachkunde zum privaten Halten eines Hundes. Er ist zu unterscheiden von der Erlaubnis, die zum Halten gefährlicher Hunde erforderlich ist und zusätzlich die Zuverlässigkeit und Eignung des Halters voraussetzt, sowie dem Zertifikat, das die Eignung als Assistenzhund und die Zusammenarbeit der Mensch-Assistenzhund-Gemeinschaft gem. § 12g des Behindertengleichstellungsgesetzes (BGG) nachweist.
In Deutschland sind die Voraussetzungen für die entsprechenden Sachkundeprüfungen durch behördlich anerkannte Personen und Stellen in den Hundegesetzen einzelner Bundesländer geregelt.
Das Halten eines Hundes ohne den erforderlichen Sachkundenachweis stellt in der Regel eine Ordnungswidrigkeit dar und kann auch die Wegnahme des Hundes zur Folge haben.

## Deutschland

### Landesgesetzliche Regelung
Die Bundesländer können gem. Art. 70 Abs. 1 GG eigene Vorschriften zum Halten von Hunden erlassen, die der Abwehr von Gefahren dienen und nach ihrem Ermessen ausgestalten. Das gilt auch für den sog. Hundeführerschein. Eine einheitliche bundesgesetzliche Regelung existiert nicht.
Entsprechende Bestimmungen bestehen in Berlin, Bremen, Hamburg, Niedersachsen, Schleswig-Holstein und Thüringen.

#### Berlin
Am 22. Juli 2016 trat das Gesetz über das Halten und Führen von Hunden in Berlin – HundeG in Kraft. Die Verordnung zur Durchführung des Hundegesetzes (Hundegesetzdurchführungsverordnung – HundeG-DVO) vom 18. September 2018 beinhaltet nähere Bestimmungen zum Nachweis der Sachkunde.
Die zuständige Behörde kann das Halten eines Hundes im Einzelfall mit Auflagen versehen, „wenn der Hund ein Verhalten gezeigt hat, durch das Menschen oder Tiere geschädigt, gefährdet oder erheblich belästigt oder fremde Sachen beschädigt oder gefährdet wurden.“ Zulässig ist insbesondere die Anordnung des Nachweises der Sachkunde (§ 30 Abs. 6 Satz 2 Nr. 4 HundeG). Die Einzelheiten zum Nachweis der Sachkunde sind in einer Rechtsverordnung der Senatsverwaltung für Justiz, Verbraucherschutz und Antidiskriminierung (HundeG-DVO) geregelt. Die Sachkunde kann nachgewiesen werden durch das erfolgreiche Absolvieren einer theoretischen und praktischen Sachkundeprüfung mit dem jeweiligen Hund bei einem Verband oder einer anderen nichtstaatlichen Institution (§§ 6 Abs. 2, 7 HundeG-DVO). Wer einer solchen Anordnung nicht nachkommt, begeht eine Ordnungswidrigkeit, die mit einer Geldbuße von bis zu 10.000 Euro geahndet werden kann. Der Hund kann eingezogen werden (§ 33 Abs. 1 Nr. 24, Abs. 2 HundeG).
Der theoretische Teil besteht aus einer 45-minütigen schriftlichen Prüfung, bei der 30 Fragen im Multiple-Choice-Verfahren zu beantworten sind. Der praktische Teil besteht aus einer Gehorsamsprüfung.

#### Bremen
Die Ortspolizeibehörde kann nach § 4 Abs. 1 Satz 1 des Gesetzes über das Halten von Hunden vom 9. Oktober 2001 im Einzelfall die Vorlage eines Sachkundenachweises verlangen, „wenn Grund zu der Annahme besteht, dass die Halterin oder der Halter nicht über die erforderliche Sachkunde verfügt.“ Die Sachkunde muss durch Vorlage einer Bescheinigung einer sachverständigen Person nachgewiesen werden. Die Bescheinigung wird nach einer entsprechenden Ausbildung und bestandener Sachkundeprüfung erteilt.
Wer einen Sachkundenachweis nicht vorlegt, begeht in Bremen keine Ordnungswidrigkeit. Die Vorlage kann aber nach dem Bremischen Verwaltungsvollstreckungsgesetz erzwungen, der Hund gegebenenfalls sichergestellt werden.

#### Hamburg
Wer durch Vorlage einer Bescheinigung über eine Gehorsamsprüfung nachweist, dass er einen bestimmten Hund im Alltag unter Kontrolle hat und so halten und führen kann, dass von diesem voraussichtlich keine Gefahren oder erheblichen Belästigungen für Menschen, Tiere oder Sachen ausgehen, wird auf Antrag von der Anleinpflicht außerhalb des eigenen eingefriedeten Besitztums befreit (§ 9 Abs. 1 HundeG). Die Prüfung muss nach festgelegten Prüfungsstandards von einer bestimmten Person mit einem bestimmten Hund bei von der zuständigen Behörde anerkannten sachverständigen Personen oder Einrichtungen abgelegt werden (§ 4 HundeG). Die Befreiung kann widerrufen und der Hund sichergestellt werden, wenn der Halter gegen die Aufsichtspflicht verstößt (§ 23 Abs. 7, Abs. 9 HundeG).
Die zuständige Behörde kann das Halten eines Hundes auch durch den Besuch einer Hundeschule beschränken, wenn der Hund ein Verhalten aufweist, durch das Menschen oder Tiere gefährdet oder erheblich belästigt werden. Bei einem Verstoß kann die Haltung des betreffenden Hundes untersagt werden (§ 23 Abs. 6, Abs. 3 HundeG).

#### Niedersachsen
Seit 1. Juli 2013 sind alle hundehaltende Personen verpflichtet, ihre Sachkunde nachzuweisen. Dieser Nachweis besteht aus einer theoretischen und einer praktischen Prüfung. Die theoretische Prüfung ist vor Beginn der Hundehaltung, die praktische Prüfung innerhalb des ersten Jahres der Hundehaltung erfolgreich zu absolvieren (§ 3 NHundG). In der theoretischen Sachkundeprüfung sind die erforderlichen Kenntnisse über
1. die Anforderungen an die Hundehaltung unter Berücksichtigung des Tierschutzrechts,
2. das Sozialverhalten von Hunden und rassespezifische Eigenschaften von Hunden,
3. das Erkennen und Beurteilen von Gefahrensituationen mit Hunden,
4. das Erziehen und Ausbilden von Hunden und
5. Rechtsvorschriften für den Umgang mit Hunden

nachzuweisen, in der praktischen, dass diese Kenntnisse im Umgang mit einem Hund angewendet werden können. Die Prüfungen zum Sachkundenachweis nehmen zertifizierte Personen ab, die durch die Behörden der kommunalen Veterinärverwaltungen anerkannt werden.
Die erforderliche Sachkunde besitzen ohne weiteres etwa Tierärzte, Personen, die eine Erlaubnis nach § 11 des  Tierschutzgesetzes (TierSchG) zum Halten von Hunden in einem Tierheim besitzen oder einen Assistenzhund halten (§ 3 Abs. 6 NHundG).
Das Halten eines Hundes ohne die erforderliche Sachkunde kann als Ordnungswidrigkeit mit einer Geldbuße bis zu 10 000 Euro geahndet werden (§ 18 Abs. 1 Nr. 1, Abs. 2 NHundG).

#### Schleswig-Holstein
Nach dem Gesetz über das Halten von Hunden (HundeG) können die einzelnen Gemeinden für Hundehalterinnen und Hundehalter, die einen Sachkundenachweis vorlegen, Ermäßigungen bei der Hundesteuer vorsehen. Eine entsprechende Regelung enthält beispielsweise die Hundesteuersatzung der Landeshauptstadt Kiel. Danach ist die Steuer auf Antrag auf die Hälfte zu ermäßigen für das Halten von Hunden, deren Halter die Sachkunde nach § 4 des HundeG nachgewiesen hat (§ 6 Abs. 1 lit. c Hundesteuersatzung).
Gem. § 4 Abs. 1 HundeG besitzt die erforderliche Sachkunde, um einen Hund zu halten, „wer aufgrund seiner Kenntnisse und Fähigkeiten den Hund so halten und führen kann, dass von diesem voraussichtlich keine Gefahr für die öffentliche Sicherheit ausgeht. Sie kann insbesondere durch die erfolgreiche Ablegung einer theoretischen und einer praktischen Sachkundeprüfung mit dem eigenen Hund erworben werden.“ Die Sachkundeprüfungen dürfen nur Personen und Stellen abnehmen, die über eine Erlaubnis nach § 11 Abs. 1 Nr. 8 f TierSchG zur gewerbsmäßigen Ausbildung von Hunden verfügen.

#### Thüringen
Liegen der zuständigen Behörde im Einzelfall tatsächliche Anhaltspunkte vor, die den Verdacht rechtfertigen, dass von dem Hund eine Gefahr für die öffentliche Sicherheit ausgeht, so kann die Behörde die Durchführung eines Wesenstests auf Kosten des Hundehalters anordnen, um die Fähigkeit des Hundes zu sozialverträglichem Verhalten zu überprüfen (§§ 8 Abs. 1, 9 Abs. 1 ThürTierGefG). Die Prüfungsstandards sind in einer Rechtsverordnung des Innenministeriums festgelegt. Der Test darf nur von Personen vorgenommen werden, die für diese Aufgaben amtlich anerkannt sind. Sie müssen dem Halter mit Anordnung des Wesenstests benannt werden.

Die Durchführung des Wesenstests erfolgt in drei Abschnitten und wird durch Bilder dokumentiert (§ 3 Abs. 2, Abs. 5 ThürWesenstestVO):
1. Abschnitt 1: Testdurchführung auf einem Übungsgelände,
2. Abschnitt 2: Spaziergang durch einen mit Fußgängern belebten Innenstadtbereich; der Ort ist so zu wählen, dass die Bedingungen denen des üblichen Lebensmittelpunkts, in dem sich der Hund überwiegend aufhält, entsprechen,
3. Abschnitt 3: Beurteilung des Hundes in der häuslichen Umgebung des Halters.

Die sachkundige Person hat das Verhalten des Hundes nach folgenden Skalierungsstufen einzuordnen (§ 4 ThürWesenstestVO):
1. Skalierungsstufe 1: Keine Beobachtung von aggressiven Signalen; der Hund bleibt neutral oder zeigt ein Meideverhalten.
2. Skalierungsstufe 2: Der Hund zeigt akustische Signale (Knurren, tiefes Bellen, Fauchen, Schreifauchen) oder optische Signale (Zähneblecken, Drohfixieren mit oder ohne Knurren oder Bellen),
3. Skalierungsstufe 3: Schnappen (Beißbewegung aus einiger Entfernung) mit oder ohne Knurren, Bellen oder Zähneblecken oder anderen mimischen Drohsignalen, ohne Annäherung an den Körperbereich,
4. Skalierungsstufe 4: Wie Skalierungsstufe 3, aber mit unvollständiger Annäherung (Stehenbleiben in gewisser Distanz),
5. Skalierungsstufe 5: Beißen, Beißversuche oder Angriffe, Angriffsversuche (Annäherung bei hoher Geschwindigkeit und zustoßen mit Knurren oder Bellen sowie Zähneblecken),
6. Skalierungsstufe 6: Wie Skalierungsstufe 5, jedoch ohne entsprechende aggressive Mimik oder Lautäußerungen,
7. Skalierungsstufe 7: Wie Skalierungsstufen 5 oder 6; eine Beruhigung des Tieres nach der Eskalation ist erst nach einem Zeitraum von mehr als 10 Minuten festzustellen.

Das Testergebnis wird von der sachkundigen Person zusammen mit dem Amtstierarzt und einem Vertreter der zuständigen Behörde bewertet, mit dem Halter besprochen und bescheinigt.
Gilt der Hund nach dem Ergebnis des Wesenstests als gefährlich, bedarf der Halter einer Erlaubnis nach § 4 ThürTierGefG und muss die erforderliche Sachkunde und Zuverlässigkeit besitzen, um ein gefährliches Tier so halten und führen zu können, dass von diesem keine Gefahr für die öffentliche Sicherheit und Ordnung ausgeht (§§ 5, 6 ThürTierGefG).
Wer vorsätzlich oder fahrlässig ein gefährliches Tier ohne die erforderliche Erlaubnis hält, handelt ordnungswidrig, was mit einer Geldbuße bis zu 10 000 Euro geahndet werden kann (§ 14 ThürTierGefG).

### Anerkannte sachverständige Personen und Stellen
In Deutschland werden Sachkundeprüfungen von verschiedenen Verbänden und Vereinen abgenommen, etwa vom Berufsverband der Hundeerzieher und Verhaltensberater (BHV), Berufsverband zertifizierter Hundetrainer (BVZ), Dehra-Zentrum für Hund und Halter, Internationalen Berufsverband der Hundetrainer und Hundeunternehmer (IBH), Verband für das deutsche Hundewesen (VDH) sowie von der Interessengemeinschaft unabhängiger Hundeschulen (IG Hundeschulen) und der Tierärztlichen Arbeitsgemeinschaft für Hundehaltung (TAG-H, D.O.Q.-Test 2.0).
Das Land Hamburg erkennt für die Befreiung von der gesetzlichen Leinenpflicht – neben Gehorsamkeitsprüfungen von anerkannten Sachverständigen – die Hundeführerscheine des VDH, des BHV, des Dehra-Zentrums, der Hundeschulen Arbeitsgemeinschaft (HSAG), der IG Hundeschulen sowie die Jagdeignungsprüfung des Jagdgebrauchshundverbandes an.
Neben den Prüfungen des VDH und BHV ist in Schleswig-Holstein der Hundeführerschein der schleswig-holsteinischen Tierärzteschaft anerkannt, der sich am Hundeführerschein der Tierärztekammer Bayern (BLTK) orientiert.
Als erstes deutsches Bundesland hat Niedersachsen zum 1. Juli 2013 die Pflicht zu einem Hundeführerschein (Sachkundenachweis) für alle Hundehalter eingeführt. Jeder Ersthundehalter muss noch vor der Anschaffung eines Hundes einen theoretischen Test bestehen. Mit dem Hund muss er innerhalb des ersten Jahres zudem eine praktische Prüfung ablegen. Anerkannt werden Hundeführerscheine des BHV, BVZ, DHVE, IBH, der TAG-H sowie die Abschlussprüfung zum Tierpfleger.

### Freiwilliger Sachkundenachweis
Eine Studie zum Nutzen der BLTK-Hundeführerscheinkurse „Grundwissen Gefahrenvermeidung im Umgang mit Hunden“ kam im Jahr 2006 zu dem Schluss, dass ein freiwilliger Hundeführerschein eine signifikante Verbesserung des Wissens aller Teilnehmer bewirke. Mittelbar verbessere sich ihr Umgang mit dem Hund und dessen Verhalten.

## Österreich

### Wien
In Wien regelt seit 2005 die „Verordnung der Wiener Landesregierung über Inhalt und Absolvierung eines Hundeführscheins (Wiener Hundeführscheinverordnung)“ den Hundeführschein. Seit 2006 werden die Inhaber eines freiwillig erworbenen Hundeführscheins für ein Jahr von der Hundesteuer befreit. Seit 1. Juli 2010 sind Halter von Listenhunden verpflichtet, eine Hundeführerscheinprüfung innerhalb einer bestimmten Frist abzulegen. Personen, die einen Listenhund auch nur kurzfristig verwahren, müssen diese Prüfung bereits vor der Übernahme des Hundes bestanden haben. Seit 2019 dürfen Personen, die einen hundeführscheinpflichtigen Hund an öffentlichen Orten führen, nicht unter Alkohol- oder Suchtgifteinfluss stehen.

### Niederösterreich
In Niederösterreich regelt seit 2023 die „NÖ Hundehalte-Sachkundeverordnung 2023“ den Nachweis der allgemeinen Sachkunde für das Halten von Hunden und der erweiterten Sachkunde für das Halten von Hunden mit erhöhtem Gefährdungspotential und von auffälligen Hunden.

### Vorarlberg
In Vorarlberg regelt seit 1992 die „Verordnung der Landesregierung über das Halten von Kampfhunden“ die Haltung von Listenhunden. Für die Bewilligung der Haltung ist ein Sachkundenachweis notwendig.

## Schweiz
In der Schweiz war ein Hundeführerschein Pflicht für alle ab dem 1. September 2008 neu angeschafften Hunde, ab 2010 war er schon vor dem Kauf eines Hundes zu absolvieren. Im Jahr 2016 schaffte das Parlament die Verordnung wieder ab; es konnte nicht nachgewiesen werden, ob die Pflichtkurse zu einem Rückgang von Hundeangriffen geführt hatten.

## Frankreich
In Frankreich ist ein Nachweis der Tauglichkeit (L'attestation d'aptitude à la détention du chien) für Halter und Halterinnen von Hunden der Kategorie 1 "Kampfhunde" (chiens d'attaque) und der Kategorie 2 "Wach- und Verteidigungshunde" (chiens de garde et de défense) zu erbringen.
Für die Ein- und Durchreise mit Hunden gelten strenge Regeln, besonders für bestimmte Hunderassen und Hundetypen. Es ist zum Beispiel das Einführen, aber auch die Durchfahrt ohne Pause von Hunden der Kategorie 1 nicht erlaubt und kann strafrechtliche Konsequenzen haben.